# Motjeka Madisha
Motjeka Madisha (Pretória, 12 de janeiro de 1995 - Kempton Park, 12 de dezembro de 2020) foi um jogador de futebol profissional sul-africano que jogou no Mamelodi Sundowns, como zagueiro.

## Carreira do clube
Madisha jogou futebol de clube para M Tigers, Highlands Park e Sundowns. Foi campeão da Liga dos Campeões da África com o Sundowns em 2016.

## Carreira internacional
Ele somou 13 partidas pela seleção sul-africana entre 2015 e 2020, marcando uma vez.

## Morte
Ele morreu em um acidente de carro em 12 de dezembro de 2020, em uma estrada a leste de Joanesburgo. Seu carro derrapou, bateu em um outdoor e se incendiou.